# ACS Poli Timișoara
ACS Poli Timișoara is een Roemeense voetbalclub uit Timișoara. De club is wettelijk de opvolger van de traditieclub FC Politehnica Timișoara, die in 2012 failliet ging.
In 1917 werd de club ACS Recaș opgericht, die in 2012 promoveerde naar de Roemeense tweede klasse. De club verhuisde naar Timișoara dat zonder grote voetbalclub zat na het faillissement van Politechnica. De fans van de traditieclub schaarden zich echter niet achter de nieuwe kunstmatige club en richtten zelf een club op, ASU Politehnica Timișoara.
In het eerste seizoen kon de club al promotie afdwingen naar de hoogste klasse. Na een 16e plaats degradeerde de club terug naar de Liga 2. Na het seizoen 2014/15 keerde de club terug op het hoogste niveau. De club kon daar het behoud niet verzekeren maar werd gered door het feit dat Rapid Boekarest geen licentie kreeg voor de hoogste klasse. In 2018 degradeerde de club en speelt zo in 2018 in de tweede klasse tegen ASU Politechnica alsook Ripensia, een club die ook in 2012 heropgericht werd. In 2019 degradeerde de club voor het twee jaar op rij. 
In 2021 ging de club failliet. 

## Bekende (ex-)spelers
- Răzvan Raț
- Josias Roulez
- Alin Stoica